# Lucas Morales (calciatore 1994)
Lucas Elías Morales Villalba, noto semplicemente come Lucas Morales (Montevideo, 14 febbraio 1994), è un calciatore uruguaiano, difensore del Rocha.

## Caratteristiche tecniche
È un terzino sinistro.

## Carriera
Cresciuto nel settore giovanile del Defensor Sporting, ha esordito in prima squadra il 31 agosto 2013 disputando l'incontro di Primera División Profesional perso 3-1 contro la Juventud.